# برادلي بارلو
برادلي بارلو هو سياسي أمريكي، ولد في 12 مايو 1814 في فيرفيلد في الولايات المتحدة، وتوفي في 6 نوفمبر 1889 في دنفر في الولايات المتحدة. نشط حزبياً في Greenback Party ‏. وقد انتخب عضو مجلس نواب فيرمونت ‏ وانتخب عضو مجلس النواب الأمريكي ‏.